# Regne Armeni de Cilícia
El Regne Armeni de Cilícia, dit igualment Armènia Cilícia, Petita Armènia o Armènia Menor i originàriament com a Principat Armeni de Cilícia, fou un estat fundat a Cilícia durant l'alta edat mitjana per armenis que fugien de la invasió seljúcida d'Armènia. Va tenir un paper destacat a les croades.

## Fundació dels primers principats armenis
Entre el 1064 i el 1071 els armenis van emigrar a la zona de Cilícia i el Taure, que estava encara sota control de l'Imperi Romà d'Orient.
Un cap armeni, Filàret, es va apoderar de Tars i Mamistra vers el 1072, en el període convuls que seguí la batalla de Mantziciert. Després va ocupar Edessa el 1083 i per la mateixa època de Melitene, però aviat en fou desposseït pels seljúcides. Després de Filàret, els seus lloctinents van governar aquestes regions, Gabriel a Melitene (1095-1103) i Toros a Edessa (1094-1098). Els croats van fundar el comtat d'Edessa (1098). La filla de Gabriel de Melitene es va casar amb Balduí II d'Edessa però Gabriel va perdre el seu principat el 1103 davant els danixmèndides.
Un altre cap armeni, Vasil (Kol Vasil) o Basili «el que roba terres», es va apoderar el 1097 de Kaisun, Raban i Rumqala. El seu germà Bagrat va tenir part important en les lluites. Kol Vasil va pagar el 1103 part del rescat de Bohemon I d'Antioquia, presoner dels turcs seljúcides. A la seva cort es va retirar el patriarca armeni Grigor II Vakaiasser, que hi va morir el 3 de juny de 1105 i fou enterrat al convent de Kamirvanq (Convent Roig). Kol Vasil va derrotar els turcs (1107-1108) quan aquests van envair Kaisun; també va ajudar els francs d'Edessa, però tot i així el comte Balduí II d'Edessa li va arrabassar temporalment Raban. Kol va morir el 12 d'octubre del 1112 i fou enterrat a Kamirvanq en una cerimònia presidida pel patriarca armeni Barsel I. El va succeir el seu fill adoptiu Vasil Tla.
Vasil Tla es va aliar al atabeg d'Alep, Ak Sunkur Bursuki (1114), i el comte Balduí II d'Edessa el va atacar altre cop a Raban (1115). Vasil Tla va fugir al territori del príncep Toros, un cap armeni que s'havia apoderat de Vakha, però aquest el va entregar al comte d'Edessa, que el va obligar a cedir Kaisun, Raban i la resta del seu principat (1116).
Vers el 1080 un altre cap armeni, Ruben o Rubèn III, es va instal·lar a les muntanyes de Cilícia, a Partzerpert, al nord-oest de Sis. Un altre cap armeni de nom Ochin (1072-1110) es va instal·lar vers el 1072 a Lampron (Nimrun) que dominava la vall del riu Tars. Aquestos dos caps van ser el tronc de les dinasties rubènida i hethumiana.

## La dinastiarubènida
Rupen I va inaugurar la dinastia el 1080 i va lluitar contra els seljúcides i quan la segona Croada va portar als romans d'Orient altre cop a Cilícia, va lluitar contra els grecs. Va morir el 1096 el va succeir el seu fill Constantí I d'Armènia Menor.
Aquest rei va conquerir Vahka (Fikhé) una fortalesa romana d'Orient a l'Antitaure. Va formalitzar una aliança matrimonial amb Joscelin I de Courtenay que després fou comte d'Edessa. A la seva mort el va succeir el seu fill Toros I que es va estendre cap al sud i va ocupar Sis i Anazarbe.
El seu germà Lleó I d'Armènia Menor (Levond en armeni) va arrabassar als romans d'Orient Mamistra, Adana i Tars vers el 1132 i va completar un regne considerable hereu del regne armeni. Lampron, governada per la dinastia hethumiana, esdevingué vassall de Lleó. El 1137 Joan II Comnè va marxar a la zona amb un exèrcit i va recuperar Tars, Adana i Mamistra i una mica després Anazarbe; Lleó va fugir a la muntanya a la zona de Sis, però fou fet presoner i enviat a Constantinoble on va morir captiu; el seu fill Rupen fou cegat i va morir per aquesta causa. Cilícia fou annexada a l'Imperi Romà d'Orient.

## Ocupació romana d'Orient i restauració de la independència
Els nakharark o senyors local i terratinents armenis no van acceptar de bon grau l'ocupació romana d'Orient i van romandre a l'espera d'un canvi a la situació. El fill gran de Lleó, Rupen, havia mort i el segon, Toros, era presoner a Constantinoble. El 1143 Toros es va escapar i es va presentar a Cilícia i els muntanyesos del nord es van posar ràpidament al seu costat. Va conquerir una a una les fortaleses del nord com Vahka, i després les viles de la plana com Mamistra i Tars (1151) i finalment va restaurar el principat del seu pare. Altre cop Lampron va quedar sota la seva sobirania.
El 1158 Manuel I Comnè va envair Cilícia i va recuperar Anazarbe, Tars i pràcticament tota la província i Toros II es va haver de refugiar a les muntanyes més inaccessibles de l'Antitaure. La mediació del rei Balduí III de Jerusalem, va permetre un acord i Toros fou reconegut com a príncep armeni de la muntanya de Cilícia a canvi de reconèixer la sobirania de l'emperador, però dominant només algunes fortaleses a la muntanya, mentre els grecs conservaven la plana i les ciutats principals. La guerra va esclatar altre cop el 1162 i Toros va ocupar Vahka i Anazarbe però el 1163 va fer un tractat de pau amb Manuel I Comnè.
Toros II va morir el 1168 i va deixar un fill jove de nom Rupen II, que al cap d'uns mesos fou destronat pel príncep Mleh (Miló), germà de Toros, que havia obtingut el suport de Nur al-Din Mahmud, atabeg d'Alep. Amb l'aliança dels turcs va poder recuperar les ciutats romanes d'Orient de la plana, Adana, Mamistra i Tars (1173) i va restaurar el principat armeni complet, amb domini feudal sobre Lampron.

## Assoliment de la reialesa
Mleh fou assassinat el 1174 i els nakharark armenis van donar la corona a Rubèn III, nebot de Toros II i de Mleh (i fill d'Esteve, germà de Mleh i germanastre de Toros II) i allunyat de les lluites familiars. La derrota romana d'Orient a Miriocefalon (Myriokephalon) a Frígia davant els turcs el 1176 va posar fi a l'amenaça romana d'Orient, i Rupen va restablir la tradicional aliança armènia amb els principats francs i es va casar amb una dama franca. Aviat però van esclatar disputes amb Antioquia que aspirava a dominar Mamistra i Adana, i els prínceps d'Antioquia van trobar uns bona aliats amb els hethumians de la muntanya occidental, senyors de Lampron. Rupen va anar a Lampron a assetjar la capital dels hethumians.
El 1187 Rubèn III es va fer monjo i son germà Lleó II el Gran el va succeir. Aquest va aconseguir elevar a regne el seu principat, es va casar amb dos princeses franques (sucessivament) i va lluitar amb èxit contra els seljúcides. Va morir el 2 de maig de 1219 i no va deixar cap fill mascle, passant la corona a la seva filla Zabel (Isabel d'Armènia Menor).

## Final de la dinastia rubènida
Isabel fou casada el 1224 amb un membre de la casa de prínceps d'Antioquia, Felip d'Antioquia. Aquest va voler introduir costums dels francs al país. El 1225 els barons (nakharark) armenis el van enderrocar i el van fer desaparèixer. Isabel el va defensar fins al darrer moment i no va cedir més que davant la violència. El senyor de Lampron, Constantí, cap dels nakharark rebels, va fer casar Zabel amb el seu fill Hethum I (juny de 1226), que va esdevenir rei.

## Dinastia hethumiana

L'Orient Pròxim el 1263.

La reina Isabel va morir vers el 1252 i la corona va passar nominalment al fill d'ambdós Lleó, però Hethum I va seguir portant les regnes doncs el fill era encara jove. El 1253 va fer un viatge a Mongòlia cap a la cort del gran kan en un llarg viatge de dos anys, i el 13 de setembre de 1254 fou rebut pel gran kan Mongke a Karakorum, al que va reconèixer com el seu sobirà i el gran kan va declarar que posava al regne d'Armènia i a la seva església sota la seva protecció. El 1258 Hulagu, germà petit de Mongke, fou encarregat de fer aquesta guerra i va prendre Bagdad i va liquidar el Califat Abbàssida. Després va entrar a Síria i la va arrabassar als aiúbides ocupant Damasc, Alep, Hama i Homs. Tant l'exèrcit armeni com el del seu gendre Bohemon VI d'Antioquia, van prendre part a la campanya al costat dels mongols, però els mamelucs van derrotar els mongols en la batalla d'Ayn Djalut, i els mongols van evacuar Síria deixant exposat el regne armeni, que va organitzar un bloqueig cristià del Delta del Nil, però el soldà Bàybars I va respondre amb un atac directe contra Armènia, que fou derrotada en la batalla de Darbsak el 24 d'agost de 1266, entrant a Cilícia sense oposició, i el 1269 va abdicar i es va fer monjo.
Lleó III va començar el seu regnat viatjant a la cort d'Abaqa de Pèrsia al que va demanar el seu suport contra els mamelucs i es va reconèixer vassall. El 1274 o 1275 els mamelucs van saquejar altre cop el país, i el 1280 va arribar a Síria un exèrcit mongol i els armenis s'hi van afegir, però foren derrotats pels mamelucs a Homs Va abdicar el 1293 en el seu germà Toros III però al cap d'uns mesos Toros el va cridar per assolir altre cop la corona i buscar una aliança amb els mongols, que va aconseguir, però Ghazan s'havia fet musulmà i l'esperança mongola s'havia acabat.
El 1296 Lleó i Toros van anar a Constantinoble i en la seva absència el seu germà Simbaci I Hetumian es va apoderar del tron amb l'ajut de l'altre germà Constantí, i després va fer presoners als seus germans quan tornaven i els va tancar a Partzerpert on Hethum fou parcialment cegat i Toros assassinat. Constantí es va posar en contra del seu germà i el va deposar fins que Hethum, que havia estat alliberat i curat de la seva ceguera parcial, va acceptar reassumir la corona el 1299
Els armenis es van unir el 1299 a l'exèrcit que enviava l'Il-kan Ghazan; les forces mongoles i armènies van derrotar els mamelucs en la batalla de Wadi al-Khazandar (22 de desembre de 1299) prop d'Homs, però van perdre la batalla de Marj al-Saffar el 1303 i immediatament després de la victòria, els mongols es van retirar sense imposar cap condició als vençuts. Hethum va abdicar en el seu nebot Lleó IV, i encara que va actuar com a regent, i es va retirar a un monestir. Els mamelucs podien atacar ara la indefensa Armènia però el 1305 un exèrcit armeni dirigit per Lleó i Hethum II va aconseguir derrotar i aturar els mamelucs a la regió de Bagras. El 1307 el regent Hethum i el rei Lleó foren assassinats a Anazarbe mentre visitaven l'emir Bilarghu. Quan la notícia es va saber a Armènia fou proclamat rei Oshin, germà d'Hethum II que va iniciar el regnat reunint un exèrcit amb el qual va expulsar els mongols del país. Va afavorir la unió entre les esglésies romana i armènia cosa que no tenia el suport popular, i va morir assassinat igual que el seu successor Lleó V per aquest motiu, passant la corona als Lusignan.

## Dinastia Lusignan
Després de successius atacs del Soldanat Mameluc, del regne només va quedar la ciutat de Còricos, que va passar al Regne de Xipre.

## Economia
El Regne Armeni de Cilícia venia productes orientals als mercaders venecians.